# La golondrina (canción)
La golondrina es una canción mexicana del compositor mexicano Narciso Serradell, publicada en 1862. Al menos en México, la canción es conocida popularmente como Las golondrinas, y es ejecutada tradicionalmente en ceremonias de despedida, cierre o término.

## Origen
Gabriel Zaid, atribuye la canción «La golondrina» de 1862 a Narciso Serradell. Otras fuentes atribuyen la composición, adaptación o la traducción del texto al poeta, dramaturgo y político español Francisco Martínez de la Rosa, o bien al periodista, historiador, novelista y poeta español Niceto de Zamacois, o incluso al poeta y dramaturgo español José Zorrilla, señalando a Narciso Serradell, como creador únicamente de la melodía. Ernesto Martínez Frausto (2017),  nos comparte de sus indagaciones sobre el tema: 

Ciertamente la melodía de la canción es obra del mexicano exiliado a Francia Narciso Serradell Sevilla (Veracruz, 1843-1910), que la creó para presentarse a un concurso que ganó, pero con el título de “Las golondrinas”. Respecto al origen de la letra en que se basó Serradell, su historia es sorprendente. En un poema escrito en árabe, original del último rey abencerraje de las Alpujarras (Granada), Aben Humeya (1520-1569), éste versificaba con nostalgia la despedida de su tierra al huir tras ser vencido, con una dedicatoria final “al objeto de mi amor sublime”. Descubierto casualmente el texto siglos después por un investigador francés en Marrakech, se llegaron a hacer del mismo hasta tres versiones traducidas antes de que el escritor vizcaíno Niceto de Zamacois (1820-1885) hiciese la cuarta y más acertada versión del poema. Esta versión, impresa en una hoja de una vieja revista francesa junto a otros papeles de embalaje, fue la que aportó el texto definitivo que dio soporte a la música de Serradell.

En la anterior visión de los hechos, sería Niceto Zamacois no el autor, pero sí un traductor y adaptador, no obstante, no menciona la identidad del investigador francés quien habría descubierto en Rabat, la capítal de Marruecos, el texto de Aben Humeya y la forma en que esta información llegó, induce a cuestionarla. Langagne (2005) nos comenta, a cerca de la intervención de Niceto Zamacois, que es difícil saber si su aporte fue significativo, en cambio, en sus comentarios, señala con algo más de certidumbre a Francisco Martínez de la Rosa, como la fuente primaria. Al respecto de todo lo anterior, apuntaremos lo siguiente.
Francisco Martínez de la Rosa fue exiliado a Francia, en 1823, donde permanecería por ocho años. En su estancia en ese país se dedicó mayormente a las letras y en 1830 publicó la obra teatral en francés «Aben Humeya, ou la révolt des Maures sous Philippe II: drame historique» de la cual él mismo realizaría la traducción al castellano bajo el título: «Aben Humeya o la rebelión de los moriscos: Drama histórico». Lo importante de lo apuntado anteriormente en relación con el tema de "La golondrina", es que dentro del tercer acto, escena 1, de la obra anteriormente citada, existe un canto intitulado «Romance moresque» o «Romance morisco» el cual es un canto donde el personaje Aben Hamet es desterrado y se despide tristemente de su patria. A continuación, el mencionado romance en francés: 
| -1a- Aben Hamet, en quittant sa patrie, La mort sans l'ame et les pleurs dans les yeux S'arrête au bout de la plaine fleurie, Belle Grenade, et te fait ses adieux. -2a- Cité d'amour, paradise des fontaines, Heureux et fiers dans ton sein je vécus… Je vais mourir sur des rives lointaines; Hélas! hélas! je ne te verrai plus! | -3a- Au mois des fleurs, je verrai l'hirondelle Quitter l'Afrique et franquir l'horizon: Libre et joyeuse en chantant où va-t-elle? De ses amours égayer ma maison. -4a- Heureux oiseau, de mon cœur qui t'envie, Porte avec toi les regrets superflus: Va les offrir à ma chère patrie… Hélas! hélas! je ne te verrai plus! |

Hay que notar que este poema de Francisco Martínez se encuentra acomodado en estrofas de cuatro versos, que tienen métrica decasilábica y rima en los versos nones y pares de cada estrofa. Una posible traducción apegada a lo literal de esta primera u original versión en francés, podría ser la siguiente:
| -1a- Aben Hamet, dejando su patria, La muerte en el alma y las lágrimas en los ojos se detiene al final de la planicie florida Hermosa Granada, y te digo adiós. -2a- Ciudad del amor, paraíso de las fuentes, feliz y orgulloso en tu seno viví ... ahora moriré en costas distantes; ¡Ay! ay! ¡Ya no te veré más! | -3a- En el mes de las flores, veré la golondrina Salir de África y recorrer el horizonte: Cantando libre y dichoza, ¿a dónde irá? De sus amores alegrar mi casa. -4a- Ave feliz, con mi corazón que te envidia, lleva contigo los arrepentimientos superfluos: Ofrécelos a mi querida patria ... ¡Ay! ay! ¡Ya no te veré más! |

Sin embargo, la versión en español del propio Francisco Martínez de la Rosa, más que una traducción es una reelaboración del poema que conserva las ideas y ciertos rasgos: 
| Al dejar Aben Hamet por siempre a su amada patria, a cada paso que da el rostro vuelve y se para; mas al perderla de vista, las lágrimas se le saltan; y en estos tristes acentos despídese de Granada: | A Dios, hermoso vergel, tierra del cielo envidiada, donde por dicha nací, donde morir esperaba; de tu seno y de mi hogar mi dura estrella me arranca; y me condena a vivir y a morir en tierra extraña... | Y pues por última vez te miro en hora menguada, ¡A Dios, Granada, por siempre! ¡A Dios, patria de mi alma!...» «Una y otra primavera, errando triste en la playa, las golondrinas veré dejar la costa africana, cruzar el mar presurosas, tender el vuelo a Granada, y el nido tal vez labrar en el techo de mi casa... | ¡Ay, cuánta envidia os tendré, Avecillas fortunadas, y cuán gozoso mi suerte por vuestra suerte trocara! Mas vuestra misma ventura vendrá a renovar mis ansias, sin que en la vida me quede ni consuelo ni esperanza...» |

Puede observarse como los temas de la despedida y la nostalgia se abordan aquí, usando a las golondrinas de modo similar a la canción que nos ocupa, además el personaje Aben Hamet es un desterrado o exiliado, como lo fue en su momento Francisco Martínez y también Narciso Serradell. El personaje Aben Hamet, también es mencionado por Ernesto Martínez Frausto (2017) como autor, pero es probable que solo haya sido el motivo sobre el que Francisco Martínez de la Rosa compusiera en francés los ya citados versos.

## Letra y versiones
El texto de “La golondrina” o “Las golondrinas”, está escrita predominantemente en primera persona, y se refiere al personaje principal, epónimo y motivo de la canción, en tercera persona. La golondrina puede interpretarse como una imagen o metáfora del destierro, del sentir del proscrito, y en todo caso, de la situación pasajera de la vida, sus vivencias o estadios, que causan pérdida irreparable en virtud del tiempo.
La letra de la canción atribuida a Serradell es la siguiente:

1-¿A donde irá veloz y fatigada

la golondrina que de aquí se va? 

Quizá en el viento se hallará angustiada

buscando abrigo y no lo encontrará. 

5-Junto a mi lecho le pondré su nido

en donde pueda la estación pasar; 

también yo estoy en la estación perdido. 

¡Oh, cielo santo!, y sin poder volar. 

9-Dejé también mi patria idolatrada, 

esa mansión que me miró nacer

mi vida es hoy errante y angustiada, 

y ya no puedo a mi mansión volver. 

13-Ave querida, amada peregrina. 

mi corazón al tuyo estrecharé, 

oiré tus cantos, tierna golondrina, 

recordaré mi patria y lloraré. 

La primera versión grabada de esta canción, de la que se conserva registro, es la realizada en disco de gramófono hecha por Arthur B. Adamini, de la cual no se conserva fecha exacta pero se estima que tuvo lugar antes de abril de 1899 de Adamini se sabe que fue un cantante tenor y que grabó varios temas latinos a finales del siglo XIX.
La primera versión de la que se conserva fecha exacta de la sesión de grabación es la realizada por Emilio de Gogorza el 24 de febrero de 1900. Gogorza realizó esa grabación bajo el pseudónimo de E. Francisco; este barítono realizó varias grabaciones a principios del siglo XX utilizando con mayor frecuencia el pseudónimo: “Sig. Carlos Francisco”, con este pseudónimo grabó en 1906 una versión que puede se escuchada en el enlace de la fuente citada o bien en el enlace externo correspondiente a Emilio de Gogorza; esta versión difiere totalmente de la atribuida a Narciso Serradell y a continuación presentamos su texto:

Aben Ahmet al partir de Granada,

su corazón desgarrado sintió.

Allá en la vega al perderla de vista,

con débil voz su lamento expreso

Mansión de amores, celestial paraíso,

nací en tu seno, y mil dichas gocé.

Voy a partir a lejanas regiones

¡Ay! nunca más, nunca más estaré.

Es de hecho esta la versión citada y comentada por Eduardo Martinez Frausto y la que más semejanzas tiene con el «Romance moresque» de Francisco Martínez.
En una versión o adaptación del texto, hecha por Eduardo Langagne, modifica algunos versos para rescatar el acróstico: “Al objeto de mi amor”, que aun antes de la mencionada modificación alcanzaba a entreverse. Para ello, Langagne modifica el tercer verso, quedando: “Oh, si en el viento se hallará angustiada”, el décimo verso, aunque este no afectaba el acróstico: “el bello suelo que me vio nacer”, el duodécimo: “inútilmente lograré volver”, y la última estrofa exceptuando el último verso:

Aves amadas, dulces peregrinas, 

mi corazón al suyo estrecharé, 

oiré sus cantos, tiernas golondrinas, 

…

Aunque al igual que décimo verso, estos no afectaban el acróstico, Langagne comenta que lo hizo por introducir el plural: “las golondrinas”, que es, en el uso popular de México, el nombre o denominación de la canción.
A lo largo de su dilatada historia, las variantes, adaptaciones o modificaciones hechas a esta canción son innumerables, pero entre las interpretaciones notables, además de las ya citadas, mencionaremos en el contexto mexicano las de Tito Guízar, Pedro Infante, Guadalupe Pineda y del Mariachi Vargas de Tecalitlán, y en el contexto internacional la de los tenores españoles Alfredo Kraus y Plácido Domingo; la del cantante brasileño Caetano Veloso; de la cantante griega Nana Mouskouri; la del cantante estadounidense Nat King Cole, la cual es interpretada en español.
Con la misma melodía de Serradell, pero con letra en inglés y tratando de conservar el tema, existe la versión de Slim Whitman, "La golondrina", y con letra y tema totalmente distintos mencionaremos las versiones "She wears my ring" de Elvis Presley; la francesa "Cet anneau d'or" con el mismo tema que la anterior, interpretada por Georges Guétary; la versión alemana "Du sollst nicht weinen" con tema diferente, interpretada por Heintje Simons y la sueca "Mitt sommarlov", interpretada por Anita Hegerland.
Existen también muchas versiones donde solo se ejecuta la melodía como en los casos de las versiones de Billy Vaughn, Juan Torres, Mantovani o Xavier Cugat.

## Motivos culturales
La canción «La golondrina» o «Las golondrinas», esta hondamente enraizada en la tradición popular mexicana, de «la despedida» o «el adiós» y a su vez tiene correlato en el tema occidental del ostracismo, encarnado para el caso, en la salida o expulsión de los moros de España, captado, como hemos visto, por Francisco Martínez.
La melancolía o añoranza evocada por su melodía, a la vez que por la letra, han motivado asimismo el surgimiento de otros elementos de la cultura, entre las que mencionaremos:
- La canción: «Que me toquen las golondrinas» del compositor mexicano Tomás Méndez, interpretada, entre otros, por Pedro Infante.
- La canción: «Golondrina aventurera» del compositor mexicano Víctor Cordero Aurrecoechea, interpretada, entre otros, por Pedro Vargas.
- La canción: «Escuché las golondrinas» del compositor mexicano Ramón Ortega Contreras, interpretada, entre otros por Vicente Fernández.
- La expresión «tocar las golondrinas» en México es equivalente a «despedir» o «decir adiós» a alguien o a algo.[19][20]